# ویندوز ۱۰ موبایل
ویندوز ۱۰ موبایل (به انگلیسی: Windows 10 mobile)، یک سیستم عامل تلفن همراه متوقف شده‌است که توسط مایکروسافت توسعه یافته‌است. این سیستم عامل توسط مایکروسافت توسعه یافته و پس از موفقیت‌های سیستم عامل ویندوز فون ۸٫۱ جانشین آن شود. مایکروسافت نسخه موبایل را به عنوان نسخه‌ای از ویندوز ۱۰، سیستم عامل کامپیوترهای شخصی مایکروسافت، در نتیجه قسمتی از طرح‌های مایکروسافت برای متحدسازی اپلیکیشن‌های پلتفرم ویندوز در اقسام دستگاه‌های گوناگون عرضه کرد.
ویندوز ده موبایل سازگاری بیشتر با همتای خود در کامپیوترهای شخصی را هدف گرفته‌است. از جمله هماهنگ‌سازی گسترده‌تر محتوا، به صورت پلتفرم جدید اپلیکیشن‌های یونیورسال که اجازه دارند بر روی دستگاه‌های متعدد ویندوز ۱۰ مانند کامپیوترهای شخصی، موبایل‌ها و اکس‌باکس وان اجرا شوند؛ و قابلیت اتصال دستگاه‌ها به نمایشگر خارجی و استفاده از آن‌ها به شکل رابط «شبه کامپیوتری» به همراه پشتیبانی از ورودی‌های موس و کیبورد، در صورت پشتیبانی دستگاه، گنجانده شده‌است. مایکروسافت ابزارهایی را برای توسعه دهندگان ساخته‌است تا بتوانند به آسانی برخی اپلیکیشن‌های آی‌اواس را با حداقل تغییرات به ویندوز بیاورند.
مایکروسافت این سیستم عامل را برای تلفن‌های هوشمند و تبلت‌های کوچک‌تر از ۸ اینچ در نظر گرفته‌است.

## به روزرسانی
طبق گفته مایکروسافت گوشی‌های هوشمندی که دارای ویندوز فون ۸٫۱ هستند و حافظه داخلی آن‌ها ۸ گیگابایت یا بیشتر است می‌توانند سیستم عامل خود را به روزرسانی کنند. در ضمن قابلیتهای سیستم عامل ارتباط مستقیم با سخت‌افزار گوشی دارد مثلاً گوشی‌هایی که رم ۵۱۲ دارند نمی‌توانند تمام ویژگی‌های سیستم عامل را داشته باشند.
این سیستم عامل در تاریخ ۱۷ مارس ۲۰۱۶ برای دسته‌ای از تلفن‌های هوشمند مجهز به سیستم عامل ویندوزفون ۸٫۱ منتشر شد.

## ویژگی‌ها
یک جنبه مهم ویندوز ۱۰ موبایل توجه آن به روی هماهنگی تجربه کاربری و عملکرد آن بین اقسام مختلف دستگاه هاست_ مشخصا دستگاه‌های اجراکننده ویندوز ۱۰ کامپیوتری. تحت طرح پلتفرم یونیورسال ویندوز، برنامه‌های RT ویندوز ۱۰ برای کامپیوتر به سایر پلتفرم‌های خانواده ویندوز ۱۰با کدهای تقریباً مشابه، اما با انطباق برای اقسام مختلف، می‌توانند سازگار شوند. عناصر رابط کاربری خود همانند منوی تنظیمات و مرکز عملکرد بروز شده را با همتای کامپیوتری خود مشترک شده‌است. هنگام رونمایی اولیه، مایکروسافت از چندین نمونه از برنامه‌های ویندوز را که عملکرد و رابط کاربری مشابه بین ویندوز ۱۰دسکتاپ و موبایل دارند را رونمایی کرد. برنامه‌های جدید عکس و نقشه، و آفیس جدید مایکروسافت از این جمله بودند. با این حال ویندوز ۱۰ موبایل همچنان قابلیت اجرای برنامه‌های ویندوز ای‌پی‌آی دسکتاپ را ندارد، ولی با نرم‌افزارهای طراحی شده برای ویندوز فون ۸ سازگار است.
اعلانیه‌ها می‌توانند بین دستگاه‌ها همگام شوند؛ رد کردن یک اعلانیه، مثلاً روی لپ‌تاپ، آن را روی تلفن نیز رد می‌کند. اکنون انواع مشخصی از اعلانیه‌ها اجازهٔ پاسخ دهی را می‌دهند. برنامه دوربین با برنامه لومیا کمرا، که قبلاً منحصر به محصولات لومیا بود، ادغام و بروز شده‌است. برنامه جدید عکس محتویات حافظه داخلی و وان‌درایو را جمع می‌کند، و می‌تواند تقویت‌های خودکاری را بر روی عکس‌ها اجرا کند.
ویندوز ۱۰ موبایل از «کانتینیوم» پشتیبانی می‌کند؛ ویژگی که به دستگاه‌های پشتیبانی شده اجازه می‌دهد تا به یک نمایشگر خارجی متصل شوند، و رابط کاربری و برنامه‌هایش را به شکل رابط «شبه کامپیوتری» دسکتاپ همراه با پشتیبانی از ورودی موس و کیبورد از طریق USB یا بلوتوث متناسب می‌سازد.
همچنین نسخه جدیدی از مجموعه آفیس موبایل، آفیس مخصوص ویندوز ۱۰، به همراه آمده‌است. بر اساس نسخه‌های موبایل آفیس اندروید و iOS، آن‌ها یک رابط کاربری جدید با یک تنوع از نوار ابزار روبانی مورد استفاده در نسخه دسکتاپ، و نسخه موبایل جدید اوتلوک را معرفی کرده‌اند. مایکروسافت اِج به عنوان مرورگر پیشفرض جایگزین اینترنت اکسپلورر موبایل شده‌است.

## دستگاه‌های ویندوز ۱۰ موبایل
دستگاه‌های دارای ویندوز ۱۰ موبایل
| محصولات                    | تاریخ عرضه  | پردازنده       | رم | حافظه | رزولوشن     | اندازه صفحه | دوربین پشتی | دوربین جلو |
| -------------------------- | ----------- | -------------- | -- | ----- | ----------- | ----------- | ----------- | ---------- |
| Acer Jade Primo            | فوریه ۲۰۱۶  | Snapdragon 808 | ۳  | ۳۲    | ۱۰۸۰ * ۱۹۲۰ | ۵٫۵         | ۲۱          | ۸          |
| Acer Liquid M320           | فوریه ۲۰۱۶  | Snapdragon 210 | ۱  | ۸     | ۴۸۰ * ۸۵۴   | ۴٫۵         | ۵           | ۲          |
| Acer Liquid M330           | فوریه ۲۰۱۶  | Snapdragon 210 | ۱  | ۸     | ۴۸۰ * ۸۵۴   | ۴٫۵         | ۵           | ۵          |
| Alcatel OneTouch Fierce XL | ژانویه ۲۰۱۶ | Snapdragon 210 | ۲  | ۱۶    | ۷۲۰ * ۱۲۸۰  | ۵٫۵         | ۸           | ۲          |
| HP Elite X3                | ژوئیه ۲۰۱۶  | Snapdragon 820 | ۴  | ۶۴    | ۱۴۴۰ *۲۵۶۰  | ۵٫۹۶        | ۱۶          | ۸          |
| Microsoft Lumia 550        | دسامبر ۲۰۱۵ | Snapdragon 210 | ۱  | ۸     | ۷۲۰ * ۱۲۸۰  | ۴٫۷         | ۵           | ۲          |
| Microsoft Lumia 650        | فوریه ۲۰۱۶  | Snapdragon 212 | ۱  | ۱۶    | ۷۲۰ * ۱۲۸۰  | ۵٫۰         | ۸           | ۵          |
| Microsoft Lumia 950        | دسامبر ۲۰۱۵ | Snapdragon 808 | ۳  | ۳۲    | ۱۴۴۰ *۲۵۶۰  | ۵٫۲         | ۲۰          | ۵          |
| Microsoft Lumia 950 XL     | دسامبر ۲۰۱۵ | Snapdragon 810 | ۳  | ۳۲    | ۱۴۴۰ *۲۵۶۰  | ۵٫۷         | ۲۰          | ۵          |
| VAIO Phone Biz             | آوریل ۲۰۱۶  | Snapdragon 617 | ۳  | ۱۶    | ۱۰۸۰ * ۱۹۲۰ | ۵٫۵         | ۱۳          | ۵          |

دستگاه‌های با قابلیت دریافت ویندوز ۱۰ موبایل*
| محصولات                | تاریخ عرضه   | پردازنده       | رم | حافظه | رزولوشن     | اندازه صفحه | دوربین پشتی | دوربین جلو |
| ---------------------- | ------------ | -------------- | -- | ----- | ----------- | ----------- | ----------- | ---------- |
| BLU Win HD             | سپتامبر ۲۰۱۴ | Snapdragon 200 | ۱  | ۸     | ۷۲۰ * ۱۲۸۰  | ۵٫۰         | ۸           | ۲          |
| BLU Win HD LTE         | آوریل ۲۰۱۵   | Snapdragon 410 | ۱  | ۸     | ۷۲۰ * ۱۲۸۰  | ۵٫۰         | ۸           | ۲          |
| Microsoft Lumia 430    | می ۲۰۱۵      | Snapdragon 200 | ۱  | ۸     | ۴۸۰ * ۸۰۰   | ۴٫۰         | ۲           | ۰٫۳        |
| Microsoft Lumia 435    | مارس ۲۰۱۵    | Snapdragon 200 | ۱  | ۸     | ۴۸۰ * ۸۰۰   | ۴٫۰         | ۲           | ۰٫۳        |
| Microsoft Lumia 532    | فوریه ۲۰۱۵   | Snapdragon 200 | ۱  | ۸     | ۴۸۰ * ۸۰۰   | ۴٫۰         | ۵           | ۰٫۳        |
| Microsoft Lumia 535    | دسامبر ۲۰۱۴  | Snapdragon 200 | ۱  | ۸     | ۵۴۰ * ۹۶۰   | ۵٫۰         | ۵           | ۵          |
| Microsoft Lumia 540    | می ۲۰۱۵      | Snapdragon 200 | ۱  | ۸     | ۷۲۰ * ۱۲۸۰  | ۵٫۰         | ۸           | ۵          |
| Nokia Lumia 635        | ژوئن ۲۰۱۴    | Snapdragon 400 | ۱  | ۸     | ۴۸۰ * ۸۵۴   | ۴٫۵         | ۵           |            |
| Nokia Lumia 638        | دسامبر ۲۰۱۴  | Snapdragon 400 | ۱  | ۸     | ۴۸۰ * ۸۵۴   | ۴٫۵         | ۵           |            |
| Microsoft Lumia 640    | آوریل ۲۰۱۵   | Snapdragon 400 | ۱  | ۸     | ۷۲۰ * ۱۲۸۰  | ۵٫۰         | ۸           | ۱          |
| Microsoft lumia 640 xl | آوریل ۲۰۱۵   | Snapdragon 400 | ۱  | ۸     | ۷۲۰ * ۱۲۸۰  | ۵٫۷         | ۱۳          | ۵          |
| Nokia Lumia 730        | سپتامبر ۲۰۱۴ | Snapdragon 400 | ۱  | ۸     | ۷۲۰ * ۱۲۸۰  | ۴٫۷         | ۶٫۷         | ۵          |
| Nokia Lumia 735        | سپتامبر ۲۰۱۴ | Snapdragon 400 | ۱  | ۸     | ۷۲۰ * ۱۲۸۰  | ۴٫۷         | ۶٫۷         | ۵          |
| Nokia Lumia 830        | سپتامبر ۲۰۱۴ | Snapdragon 400 | ۱  | ۸     | ۷۲۰ * ۱۲۸۰  | ۵٫۰         | ۱۰          | ۱          |
| Nokia Lumia 930        | ژوئیه ۲۰۱۴   | Snapdragon 800 | ۲  | ۳۲    | ۱۰۸۰ * ۱۹۲۰ | ۵٫۰         | ۲۰          | ۱٫۲        |
| Nokia Lumia 1520       | نوامبر ۲۰۱۳  | Snapdragon 800 | ۲  | ۳۲    | ۱۰۸۰ * ۱۹۲۰ | ۶٫۰         | ۲۰          | ۱٫۲        |

* برخی دستگاه‌ها از طریق پروژه اینسایدر مایکروسافت به شکل غیررسمی قابلیت دریافت ویندوز ۱۰ موبایل را داشته‌اند.
لومیا 950 و لومیا 950 ایکس ال، آخرین دستگاه های پرچمدار مایکروسافت با ویندوز 10 موبایل هستند.

## رابط کاربری

### Windows Maps
مایکروسافت در این نسخه از سیستم عامل، با توجه به حذف نرم‌افزارهای Here نوکیا از استور مایکروسافت نقشه خود را با نام Windows Maps به صورت جهانی وارد استور کرد.

### Groove Music
مایکروسافت Xbox Music را کنار گذاشته‌است و نرم‌افزاری یونیورسال به نام Groove Music را وارد استور کرد. این نرم‌افزار چه از لحاظ ظاهری چه از لحاظ امکانات تغییرات بسیاری نسبت به Xbox Music داشته‌است.

### کورتانای باهوش تر
مایکروسافت کورتانا نام دستیار شخصی هوشمند در ویندوز فون ۸٫۱، مایکروسافت بند و ویندوز ۱۰ است که محصولی از شرکت مایکروسافت آمریکاست. نام این برنامه برگرفته شده از شخصیت کورتاناست که دارای هوش مصنوعی در مجموعه هیلو است. این برنامه مانند سیری در سیستم عامل آی‌اواس اپل است. کورتانا قابلیت مکالمه محاوره‌ای، برقراری تماس، ارسال پیام و ایمیل، تنظیم یادآوری، محاسبات ریاضی، تشخیص صدای کاربر بدون نیاز به ورود فرمان‌ها از پیش تعیین شده و همچنین قابلیت پاسخ به سوالات کاربر، همچون دریافت آخرین اخبار، وضعیت جوی، وضعیت ترافیک، وضعیت پروازها، وضعیت بورس، نتایج ورزشی یا زندگی‌نامه افراد را با کمک بینگ دارد.

### نرم‌افزار Photos
در نرم‌افزار نه تنها قادر به مشاهدهٔ تصاویر و دسته‌بندی آن‌ها هستند بلکه می‌توانید ویدیوهای ذخیره شده بر روی گوشی ویندوزی خود را تماشا کنید. این نرم‌افزار امکان همگام شدن تصاویر با سرویس ابری وان‌درایو را در اختیار کاربر قرار می‌دهد تا در صورت تمایل به صورت خودکار تصاویر به فضای ابری بارگذاری شوند.
اگر مایل هستید عکس‌های ذخیره شده در وان‌درایو را نیز از طریق اپلیکیشن Photos مشاهده کنید وارد بخش تنظیمات Settings icon شده و از قسمت Sources گزینهٔ Show my photos and videso from OneDrive را فعال کنید.

### تنظیمات
بخش تنظیمات در ویندوز ۱۰ تغییرات بسیاری دیده‌است. برای یافتن این بخش باید ابتدا روی دکمهٔ استارت Windows Start icon کلیک کرده و سپس لیست اپلیکیشن‌ها را به سمت پایین کشیده و Setting را انتخاب کنید یا از طریق اکشن سنتر وارد شوید. بخش‌های مختلف تنظیمات در ویندوز ۱۰ طبقه‌بندی شده‌اند تا دسترسی به آن‌ها آسان‌تر شود. مایکروسافت می‌گوید هنوز در حال کار بر روی تجربهٔ کاربری در بخش تنظیمات است و در آینده از بازخوردهای کاربران نیز برای بهبود آن کمک خواهد گرفت.

### میان‌برهای تنظیمات
در ویندوز ۱۰ همچون اندروید بخشی از اکشن‌سنتر به میان‌برهای مربوط به تنظیمات اختصاص داده شده‌است تا دسترسی سریع به تنظیمات پرکاربرد ساده‌تر شود؛ مثلاً برای روشن و خاموش کردن شبکهٔ وای‌فای یا کم و زیاد کردن شدت روشنایی صفحه به راحتی می‌توانید از این دکمه‌ها استفاده کنید مایکروسافت امکان سفارشی‌سازی و کم و زیاد کردن این گزینه‌ها را نیز در اختیار کاربر قرار داده‌است.

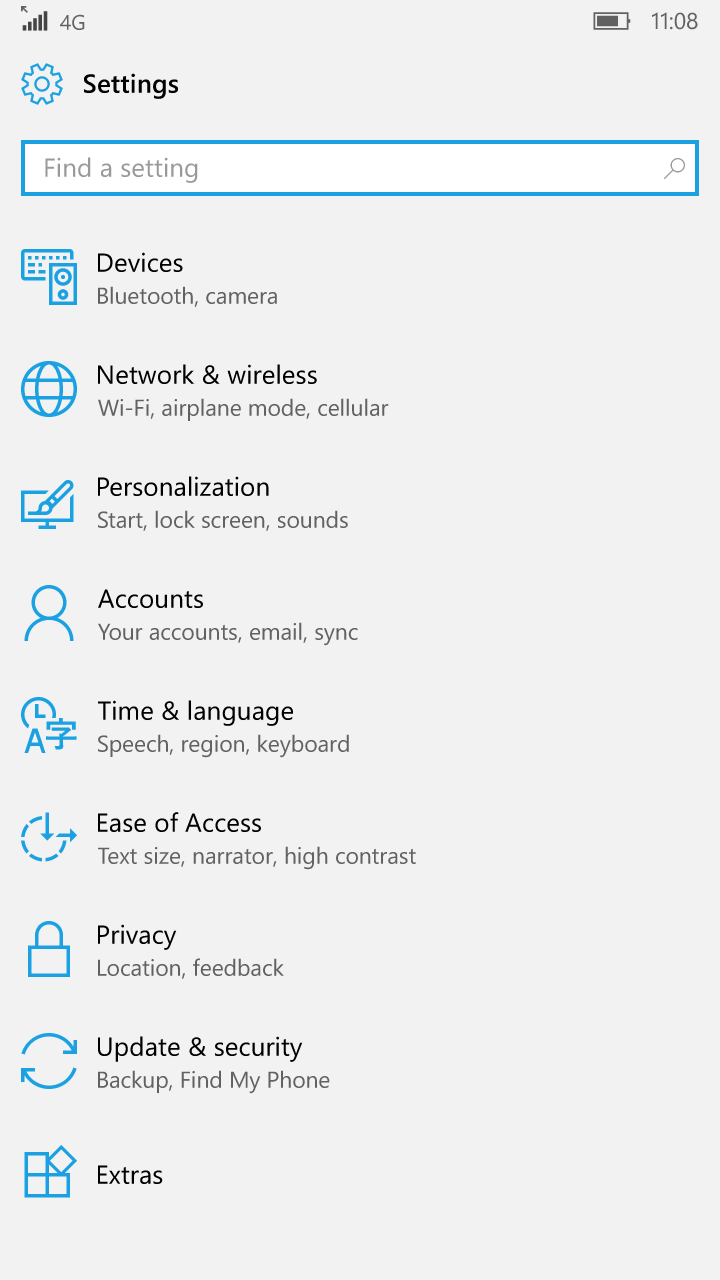
نمایی از منو تنظیمات ویندوز ۱۰ موبایل

### تبدیل صدا به متن (Listening)
قابلیت جدیدی که مایکروسافت به صفحه‌کلید لمسی ویندوز ۱۰ اضافه کرده‌است امکان فعال کردن تشخیص صدا است که از طریق آن می‌توانید با به زبان آوردن کلمات مورد نظر، آن‌ها را تایپ شده تحویل بگیرید. برای این کار تنها کافی است دکمهٔ میکروفون Microphone icon را در صفحه‌کلید لمس کنید.

### شخصی‌سازی
در ویندوز ۱۰ کاربر می‌تواند پس‌زمینه، صدای بخش‌های مختلف و صفحهٔ قفل را سفارشی کند. برای دسترسی به این تنظیمات کافی است Personalization را از Setting انتخاب کنید. هر تغییری که اعمال می‌کنید پیش‌نمایش آن بلافاصله نشان داده می‌شود.

## پشتیبانی
مایکروسافت در سال ۲۰۱۷ اعلام کرد که پشتیبانی از ویندوز ۱۰ موبایل به پایان رسیده. قرار شد تا اواخر سال ۲۰۱۸ پشتیبانی امنیتی هم به پایان برسد که مایکروسافت این زمان را تا یک سال بعد و تا اواخر ۲۰۱۹ (آذرماه ۱۳۹۸) تمدید کرد.
این پشتیبانی‌ها فقط گوشی‌هایی را دربر می‌گیرد که از ابتدا ویندوز ۱۰ موبایل روی آنها نصب بوده‌است. (به استثنائ لومیا ۶۴۰)(جدول ابتدای صفحه)
| ردیف | مدل گوشی                   | آخرین بیلد منتشر شده          |
| ---- | -------------------------- | ----------------------------- |
| ۱    | HP Elite x3                | ۱۷۰۹                          |
| ۲    | Alcatel IDOL 4S            | ۱۷۰۳                          |
| ۳    | Alcatel OneTouch Fierce XL | ۱۷۰۳                          |
| ۴    | Alcatel IDOL 4P            | ۱۷۰۹                          |
| ۵    | Microsoft Lumia 550        | ۱۷۰۹ و آپدیت‌های اختصاصی لومیا |
| ۶    | Microsoft Lumia 650        | ۱۷۰۹ و آپدیت‌های اختصاصی لومیا |
| ۷    | Microsoft Lumia 950        | ۱۷۰۹ و آپدیت‌های اختصاصی لومیا |
| ۸    | Microsoft Lumia 640        | ۱۷۰۹ و آپدیت‌های اختصاصی لومیا |
| ۹    | Microsoft Lumia 640 XL     | ۱۷۰۹ و آپدیت‌های اختصاصی لومیا |
| ۱۰   | Microsoft Lumia 950 XL     | ۱۷۰۹ و آپدیت‌های اختصاصی لومیا |
| ۱۱   | VAIO Phone Biz             | ۱۷۰۳                          |
| ۱۲   | Acer Jade Primo            | ۱۷۰۹                          |